# Lorde-Tenente

A bandeira de um Lorde-Tenente.

O título de Lorde-Tenente (em inglês:Lord-Lieutenant) é atribuido aos representantes do monarca Britânico, com jurisdição sobre um condado ou circunscrição semelhante. Os Lordes-Tenentes são, normalmente, oficiais do exército, membros do pariato ou empresários, aposentados, aos quais é atribuido o título honorificamente.
São considerados as vezes como vice-reis, mas o posto é não o equivalente de um governador-geral, porque os Lordes-Tenentes têm, na prática, um papel reduzido no governo local, não tendo a responsabilidade de promulgar leis municipais (ordinances) em nome do monarca. São responsáveis, todavia, pela organização de qualquer visita oficial de membros da família real britânica ao condado sobre o qual presidem, e por manter o Escritório da Rainha informado sobre questões locais. Outros deveres do Lordes-Tenentes incluem a atribuição de prémios e de condecorações locais.
Tanto homens como mulheres podem ser detentores do título (que é invariável em género apesar do feminino de Lord ser, normalmente, Lady). Os Lordes-Tenentes aposentam-se por volta dos 75 anos de idade. Existem, atualmente, 98 Lordes-Tenentes no Reino Unido.